# Мисак Юрій Орестович
Мисак Юрій Орестович (нар. 30 червня 1971; Переволочна Буського р-ну Львівської обл) — український актор, режисер, директор-художній керівник Першого академічного українського театру для дітей та юнацтва.

## Життєпис
Народився 30 червня 1971 році в селі Переволочна Буського району Львівської області в сім'ї медиків. Коли малому Юрію було 2 роки, їхню сім'ю покинув батько.
Мати із сином пізніше переїхали у Бродівський район в село Берлин, де хлопець закінчив середню школу 1986 році.
Після школи був довгий період життя, який не мав нічого спільного з творчістю.
Спершу навчання у середньому професійному технічному училищі 1986, потім робота на заводі «Електрон» 1989, два роки (1990—1992) служби в радянській армії (Rehagen, Німеччина).
Опісля знову якийсь час працював на заводі «Львівелектроприлад». Ю. Мисак пройшов вогонь і воду перед тим, як зайнятися режисурою: смерті близьких людей, родичів, двох вітчимів, робота у кардинально різних областях (Львівській, Харківській, Київській), які далеко були від світла рамп.
Також були численні поїздки за кордон: Польща, Німеччина, Словенія, Угорщина, США.
Всі ці події надовго закарбувалися у пам'яті режисера і потім мали свій вплив на творчий шлях митця.
Має двох дітей Яринку і Миколу.

## Творчий шлях
Творча сторінка життя Ю. Мисака розпочалась у театральній студії при Молодіжному театрі імені Л.Курбаса у Львові (нині — академічний театр), з 1992 по 1998 рік працював актором Львівського театру імені Л.Курбаса.
Ряд вистав, в яких Ю. Мисак брав участь як актор — «Садок Вишневий» (за А. П. Чеховим, реж. В.Кучинський) в ролі Яші, «Камінний господар» (за п'єсою Лесі Українки, реж. В.Кучинський) в ролі Сганареля.
Пізнання і освоєння нової для себе соціальної ролі відбувалось в оточенні відомих талановитих акторів, які також вплинули на розвиток майбутнього режисера.
Це були Т. Каспрук, О. Драч, О. Цьона, Н. Половинка, А. Водичев, Л. Данильчук, П. Микитюк, О. Стефан. «Це був колектив з дуже високою планкою», — говорить Ю. Мисак. «Це було життя в театрі, аніж робота, аніж служіння. Люди були дуже відданими, більше такого театру я не зустрічав».
Пізніше, з 1998 по 2003 роки, навчався в Київському державному інституті театру, кіно і телебачення ім. І. К. Карпенка-Карого на факультеті режисури драми. Керівник курсу — н. а. України Едуард Митницький.
2003—2005 році він працював у «Київському академічному театрі драми і комедії на лівому березі Дніпра» у Е.Митницького.
Потім у Харкові в театрі «Post Scriptum» під орудою Степана Пасічника. Однак, виставу «Час та сім'я Конвеїв» (за твором Дж. Б. Прістлі), над якою працював Ю. Мисак, було скасовано, оскільки театр переживав кризу.
У 2005 році Ю. Мисак переїхав до Львова.
Головний режисер Першого українського театру для дітей та юнацтва Олексій Кравчук запросив його до себе в театр.
Першою своєю повноцінною роботою Ю. Мисак вважає постановку «Дума про братів Неазовських» за твором Ліни Костенко), прем'єра — 12 жовтня 2002 р.
Як згадує режисер: «Ніколи! Навіть в страшному сні я не міг уявити, що буду працювати в театрі юного глядача.
Для мене це був зайвий і не потрібний театр.
Театр фальшивих голосів, театр, де грають тільки Песиків і Телесиків, жодного серйозного мистецтва».
Але вже понад тринадцять років Ю. Мисак працює і вкладає всі свої сили у розвиток цього театру.
У режисерському доробку Юрія Мисака понад дванадцять вистав

## Режисерські роботи
| №   | Назва вистави                          | Автор                                                                               | Дата       | Художник         | Вид вистави               |
| --- | -------------------------------------- | ----------------------------------------------------------------------------------- | ---------- | ---------------- | ------------------------- |
| 1.  | «Дума про братів Неазовських»          | Ліна Костенко                                                                       | 12.10.2002 | В. Грималюк      | Доросла                   |
| 2.  | «Русалонька»                           | Ніна Чернет за Гансом Крістіаном Андерсоном                                         | 23.11.2003 | Д. Зав’ялова     | Дитяча                    |
| 3.  | «Ґобіт або Подорож за Імлисті гори»    | Дж.-Р.Р. Толкієном повість «Ґобіт», Я. Гордін «Балада про славного Більбо Беґґінса» | 10.04.2005 | Д. Зав’ялова     | Дитяча                    |
| 4.  | «Шуршик, або Той хто живе у годиннику» | Володимир Орлов                                                                     | 3.07.2005  | М. Савіцький     | Дитяча                    |
| 5.  | «Стежечка Святого Миколая»             | Лариса Діденко                                                                      | 17.12.2005 | Д. Зав'ялова     | Дитяча                    |
| 6.  | «Остання жінка сеньйора Хуана»         | Леонід Жуховицький                                                                  | 19.10.2006 | Д. Зав’ялова     | Доросла                   |
| 7.  | «Пінокіо, або Історія маріонетки»      | За Карло Колоді, Лариса Діденко. Вірші - Лариса Діденко і Тарас Федорчак            | 18.03.2007 | Д. Зав’ялова     | дитяча                    |
| 8.  | «Чарлі Бравн, ти – молодець!»          | За мотивами коміксу Чарльза Монро Шульца                                            | 16.09.2007 | М.Савіцький      | дитяча                    |
| 9.  | «Скляний звіринець»                    | Теннесі Вільямс                                                                     | 29.04.2009 | Д. Зав’ялова     | Доросла (вечірня вистава) |
| 10. | «Театр або Шум за сценою»              | Майкл Фрейн                                                                         | 02.12.2011 | М. Савіцький     | Доросла (вечірня вистава) |
| 11. | «Лялька Реґґеді Енн»                   | Вільям Гібсон, Вірші - Віктора Неборака                                             | 27.01.2012 | С. Орда-Кайнаран | дитяча                    |
| 12. | «О восьмій вечора на Ковчезі»          | Ульрих Губ, Вірші Віктора Неборака                                                  | 30.03.2013 | М. Савіцький     | дитяча                    |

## Сьогодення
Ю.Мисак реалізував себе не тільки як актор чи режисер.
Уже дванадцять років поспіль (2003—2015 рр..) режисер навчає і ділиться своїм досвідом з молодим поколінням акторів.
У 2014 році Ю.Мисак обійняв посаду художнього керівника Першого українського театру для дітей та юнацтва.
Для нього театр — це місце, де він працює і старається змінювати його в міру своїх сил.
З часом театр під керівництвом режисера помалу, але впевнено впроваджує зімни.
Одна із важливих прикмет цих змін — це створення «дорослої сцени».
Окрім дитячих вистав, театр пропонує дорослий репертуар, який зараз налічує десять вистав: «Втеча з реальності», «Вільні метелики», «За двома зайцями», «Оскар…», «Personal Jesus», «Крила ангела», «Таїна буття», «Небезпечна гра», «Зерносховище», «Одкровення Іванки».
До постав Ю. Мисак залучає низку режисерів: Володимир Борисюк, Роман Валько, Євген Чистоклєтов, Андрій Приходько та інші.